# Lachnocaulon
Lachnocaulon Kunth é um género botânico pertencente à família Eriocaulaceae.

## Espécies
| - Lachnocaulon anceps - Lachnocaulon beyrichianum - Lachnocaulon cubense - Lachnocaulon diandrum - Lachnocaulon digynum - Lachnocaulon eciliatum - Lachnocaulon ekmanii | - Lachnocaulon ekmannii - Lachnocaulon engleri - Lachnocaulon floridanum - Lachnocaulon glabrum - Lachnocaulon maritimum - Lachnocaulon michauxii - Lachnocaulon minus |